# Стад де ля Маладьер
Стад де ля Маладьер — многофункциональный спортивный стадион, расположенный в городе Нёвшатель, Швейцария. В основном используется для проведения футбольных матчей. Является домашней ареной для команды «Ксамакс», выступающей в чемпионате Швейцарии по футболу. Стадион вмещает 12 500 зрителей.